# حمام السراي
حمّام السراي من حمامات بغداد العامة القديمة في الرصافة من بغداد في محلة الميدان، غربي جامع السليمانية وقريباً من نادي الضباط،  وقد أشار إليه عباس العزاوي معلقاً على ماذكره المنشئ البغدادي في مذكرات رحلته عن بغداد والتي نشرها سنة (1237ه‍/1822م) ان في بغداد (24) حماماً كبيراً، فعلق العزاوي قائلاً: لا نستطيع ان نعد من الحمامات إلا إثنى عشر حماماً في الرصافة وثلاثة في الكرخ وذكر منها (حمام السراي) ويقع في الميدان في السوق.